# Drepanophorus spectabilis
Drepanophorus spectabilis är en djurart som tillhör fylumet slemmaskar, och. Drepanophorus spectabilis ingår i släktet Drepanophorus och familjen Drepanophoridae. Inga underarter finns listade i Catalogue of Life.